# Tu peux ou tu peux pas ?
Pour plus de détails, voir Fiche technique et Distribution.
Tu peux ou tu peux pas ? (Con quale amore, con quanto amore) est une comédie à l'italienne de Pasquale Festa Campanile, sortie en 1970.

## Synopsis
Après des années de mariage et une longue crise, un jeune architecte, Andrea, se rend douloureusement compte que sa femme, Francesca, ne l'aime plus. Elle lui préfère Ernesto, son meilleur ami et collaborateur. Alors que les Francesca et Ernesto emménagent ensemble, Andrea fait non seulement semblant de leur pardonner, mais insiste pour qu'Ernesto continue de travailler avec lui.

## Fiche technique
Sauf indication contraire, les informations mentionnées dans cette section peuvent être confirmées par la base de données cinématographiques IMDb,  présente dans la section « Liens externes ».
- Titre original italien : Con quale amore, con quanto amore[2]
- Titre français : Tu peux ou tu peux pas ?[3]
- Réalisation : Pasquale Festa Campanile
- Scénario : Pasquale Festa Campanile, Ottavio Jemma (it)
- Photographie : Franco Di Giacomo
- Montage : Sergio Montanari
- Musique : Riz Ortolani
- Décors : Gaia Romanini (it)
- Décors : Sergio Canevari
- Production : Silvio Clementelli (it)
- Sociétés de production : Clesi Cinematografica (it)
- Pays de production :  Italie
- Langue originale : italien
- Format : Couleur par Technicolor - Son mono - 35 mm
- Genre : Comédie à l'italienne
- Durée : 107 minutes (1 h 47)[2]
- Dates de sortie :
  - Italie : 31 janvier 1970
  - France : 21 mai 1971[3]

## Distribution
- Catherine Spaak : Francesca
- Claude Rich : Andrea
- Lou Castel : Ernesto
- Erika Blanc : Sandra
- Marisa Traversi (it) : Nora
- Michel Bardinet : René
- Aldo Giuffré : Giovanni